# Christian Deutschmann
Christian Deutschmann (* 11. Februar 1988) ist ein ehemaliger österreichischer Fußballspieler und nunmehriger -trainer.

## Karriere

### Als Spieler
Deutschmann begann seine Karriere beim SV Gössendorf. Nachdem er beim ASKÖ Murfeld gespielt hatte, wechselte er in die AKA Grazer AK. 2007 spielte er erstmals für die A-Mannschaft. 2012, nach dem Konkurs und dem verpassten Aufstieg, wechselte er zum DSV Leoben. Dort kam er lediglich in Freundschaftsspielen der ersten und zweiten Mannschaft von Leoben zum Einsatz und trat als Co-Trainer der zweiten Mannschaft in Erscheinung. Nachdem er in der Liga kein einziges Mal gespielt hatte und der Verein abgestiegen war, verließ er diesen nach einem halben Jahr und wechselte zum USV Allerheiligen. Den Verein verließ er ebenfalls nach einem halben Jahr und schloss sich dem SC Kalsdorf an. 2014, wieder nach einem halben Jahr, wechselte er zum Bundesligisten SC Wiener Neustadt. Sein Bundesliga- und Profidebüt gab er am 1. Spieltag 2014/15 gegen die SV Ried. Im Jänner 2015 wurde er an den Zweitligisten FC Wacker Innsbruck verliehen. Nach dem Abstieg der Niederösterreicher verpflichteten ihn die Innsbrucker Ligakonkurrenten fest.
Zur Saison 2016/17 wechselte er zum Ligakonkurrenten Floridsdorfer AC.
Nach der Saison 2016/17 verließ er den FAC. Im Jänner 2018 wechselte er zum Regionalligisten SK Austria Klagenfurt. Mit den Kärntnern konnte er zum Ende der Saison 2017/18 in die 2. Liga aufsteigen. Nach dem Aufstieg verließ er Klagenfurt und beendete seine Karriere als Aktiver zunächst.
In der Winterpause der Saison 2018/19 wurde er wieder Spieler des Regionalligisten Kalsdorf, den er bis zur Winterpause als Co- und Interimstrainer betreut hatte.

### Als Trainer
Seit Juni 2018 befindet sich Deutschmann im Besitz der ÖFB-D-Trainerlizenz und erlangte im März 2019 die UEFA-C-Lizenz. Im September 2020 erhielt er die UEFA-B-Lizenz, gefolgt von der UEFA-A-Lizenz im August 2024.
Im September 2018 wurde Deutschmann Co-Trainer von Enrico Kulovits und Jugendtrainer beim SC Kalsdorf, für den er auch als Spieler aktiv gewesen war. Nachdem sich Kalsdorf im Oktober 2018 von Kulovits getrennt hatte, wurde Deutschmann interimistisch Cheftrainer des Regionalligisten. Im August 2021 wurde Deutschmann Trainer des Unterligisten Union Birkfeld, welcher sich 2022 mit dem UFC Strallegg und dem USV Waisenegg zum FC Oberes Feistritztal zusammenschloss. Im Mai 2023 verließ er den FC Oberes Feistritztal und wurde einen Monat später Trainer des Fünftligisten TSV Pöllau in der Oberliga Süd-Ost. Bereits ein Spiel vor der Winterpause wurde Deutschmann wieder von seinen Pflichten entbunden. Im Jänner 2024 wurde er Trainer im Nachwuchsbereich des TUS Greinbach und wurde im April 2024 an der Seite von Gernot Plassnegger als neuer Co-Trainer des SV Oberwart vorgestellt.